# Порохин, Владимир Михайлович
Владимир Михайлович Порохин (1890—1917) — русский офицер, герой Первой мировой войны, командир Ревельского батальона смерти.

## Биография
Из потомственных дворян Псковской губернии.
Окончил 2-й кадетский корпус (1910) и Александровское военное училище (1912), откуда выпущен был подпоручиком в 142-й пехотный Звенигородский полк, в рядах которого и вступил в Первую мировую войну. Удостоен ордена Св. Георгия 4-й степени
За то, что, командуя ротой в боях 20—21 мая 1915 года на р. Дубиссе под жестоким огнем, первым из рот своего батальона перешел вброд реку и штыками выбил противника из занимаемых им окопов в районе фольварка Гинейце, чем способствовал успешному наступлению прочих рот батальона. Закрепившись и отбив контр-атаки противника, стремившегося сбросить нас в реку, подпоручик Порохин, всюду подавая пример доблести и мужества, перешел в дальнейшее наступление, овладев укрепленным фольварком Галина. В этом бою ротой взято в плен 2 офицера и 120 германцев.
В том же году был прикомандирован к 141-му пехотному Можайскому полку. Произведен в поручики, а 13 апреля 1916 года — в штабс-капитаны. 5 ноября 1916 года переведен в 141-й пехотный Можайский полк, а 23 мая 1917 года произведен в капитаны. Летом 1917 года был назначен командиром Ревельского батальона смерти. Был награжден Георгиевским крестом 4-й степени с лавровой веткой за отличие в бою 10 июля 1917 года под Двинском. Скончался на следующий день в 158-м полевом подвижном госпитале от раны в живот, полученной накануне. Был похоронен в Москве. Посмертно произведен в подполковники 9 октября 1917 года «за отличия в делах против неприятеля». Был женат.

## Награды
- Орден Святого Владимира 4-й ст. с мечами и бантом (ВП 13.11.1915)
- Орден Святой Анны 4-й ст. с надписью «за храбрость» (ВП 17.07.1916)
- Орден Святого Георгия 4-й ст. (ПАФ 29.05.1917)
- Георгиевский крест 4-й степени с лавровой веткой (№ 999916)